# Liga Mundial de Polo Aquático Masculino de 2007
A Liga Mundial de Polo Aquático Masculino de 2007 foi a sexta edição da Liga Mundial, organizado pela FINA. A Super Final aconteceu em Berlim, Alemanha, com a vitória da Seleção Sérvia de Polo Aquático.